# Ciaran Clark
Pour les articles homonymes, voir Ciaran.
Ciaran Clark, né le 26 septembre 1989 à Harrow en Angleterre est un footballeur international irlandais qui évolue au poste de défenseur.

## Biographie

### Aston Villa
Formé à Aston Villa, Clark prend part à son premier match avec l'équipe première des Villans le 30 août 2009 lors d'un match de Premier League face à Fulham (victoire 2-0).

### Newcastle United
Le 3 août 2016, Clark s'engage pour cinq saisons avec Newcastle United, relégué en D2 anglaise après avoir pris part à 159 matchs (10 buts) toutes compétitions confondues avec son club formateur d'Aston Villa en l'espace de sept saisons.
Il inscrit son premier but pour Newcastle le 13 septembre 2016, lors d'un match de championnat face au Queens Park Rangers. Titulaire ce jour-là, il participe à la large victoire de son équipe (0-6 score final) en marquant ce but, mais également en délivrant une passe décisive.
Le 20 janvier 2021, il prolonge son contrat jusqu'en 2023 avec les magpies.

### Sheffield United et après
Le 13 juillet 2022, Ciaran Clark rejoint Sheffield United sous la forme d'un prêt d'une saison.
Le 10 octobre 2023, il rejoint Stoke City.

### En sélection
Ciaran Clark représente dans un premier temps l'Angleterre en sélection. Avec les moins de 19 ans il marque notamment un but contre la Croatie le 5 février 2008 (victoire 2-0 des Anglais).
Le 8 février 2011 Ciaran Clark honore sa première sélection avec l'équipe nationale d'Irlande face au Pays de Galles. Il est titularisé lors de cette rencontre qui s'achève par une victoire des Irlandais sur le score de trois buts à zéro.

## Palmarès

### En club
- Newcastle United
  - Champion d'Angleterre de D2 en 2017.
- Sheffield United
  - Vice-champion d'Angleterre de D2 en 2023.